# Svetac (sziget)
Svetac (másképpen Sveti Andrija, vagy Sućadrijevac, olaszul: Sant'Andrea) egy lakatlan sziget az Adriai-tengerben, Horvátországban.

## Leírása
Vis-szigettől 22 km-re nyugatra, Biševótól 19 km-re északnyugatra a nyílt tengerben fekszik. Területe 4,19 km². A sziget délnyugat-északkeleti irányban nyúlik el, hosszúsága 3,6 km, legnagyobb szélessége pedig 1,4 km. Felső krétakori mészkőből, diabázból és melafírból épült. A legmagasabb csúcs a Kraljičino (311 m). Partjai többnyire magasak és meredekek, az egyetlen elérhető öböl a délkeleti Slatina.
Legészakibb pontja a Trepina-fok, legkeletibb pontja a Šijobod-fok, a legnyugatibb pedig a Fumor-fok, amely mentén nyugatra található a sziklás Kamik-sziget. Messze nyugatra, a nyílt tengeren található a vulkanikus Jabuka-sziget, és 2,5 km-re délkeletre fekszik a vulkanikus Brusnik-sziget. Az északnyugati partvidéket meredek kőfalak jellemzik, amely a sziget ezen részének nagyon erős tengeri áramlásának köszönhető. A szigetet macchia és az aleppói fenyves borítja. Egyetlen települése Sveti Andrija a délkeleti parton a Slatina-öbölben található.

## Éghajlata
Svetac éghajlata télen rendkívül enyhe. Az Adriai-tengeren és egész Horvátországban ez az egyetlen hely, ahol folyamatosan fagypont feletti a hőmérséklet. Svetacon még nem regisztráltak fagyot, és a legalacsonyabb minimum 0 °C körül van. Az évi átlagos középhőmérséklet 17,4 °C. A szigeten öt száraz hónap van májustól szeptemberig, amikor nincs eső. Az éves átlagos csapadékmennyiség körülbelül 500 mm.

## Növény- és állatvilág
A sziget nagy részét mediterrán macchia, mirtusz, pisztácia és vad olajfa borítja, csak az árnyékosabb északi lejtőn találhatók valamivel magasabb magyaltölgyerdők, amelyek az egyetlenek, amelyek hasonlítanak a dalmát partvidék növényzetére. A déli Slatina-öböl melletti település menti ültetvények közül a szentjánoskenyér fák a legfontosabbak. A déli lejtőkön található egykori régi szőlőültetvényeket a lakosok kihalása után többnyire már elhanyagolják.
A szigeten egy endemikus sólyomfaj, az eleonóra-sólyom és a legnagyobb európai bagolyfaj az uhu található. A sziget a költözőmadarak kedvelt pihenőhelye. A kedvezőtlen körülmények ellenére vannak itt kígyók, de ezek nem mérgezőek. A szigeten egykor egy víz alatti barlangban a mediterrán barátfóka élt.

## Közlekedés
A szigetnek nincs igazi kikötője vagy horgonyzóhelye, de a hajókat a sziget délkeleti részén a Povlov bok öbölben partra vontatják. Valamikor a halászok a Macinovica-barlangban leltek menedéket, amely mára összeomlott. A sziget körül nagyon erős a szél, mely minden irányból fúj. Különösen erős a déli szél, amely a legmodernebb dokkokat is tönkretette, és víztölcsérek is megjelennek. Ezért Svetac felé régen csak azért hajóztak, hogy tengeri halakat és homárokat fogjanak, amelyekből régen sok volt.

## Fordítás
Ez a szócikk részben vagy egészben  a   Svetac (otok) című horvát Wikipédia-szócikk ezen változatának fordításán alapul.  Az eredeti cikk szerkesztőit annak laptörténete sorolja fel. Ez a jelzés csupán a megfogalmazás eredetét és a szerzői jogokat jelzi, nem szolgál a cikkben szereplő információk forrásmegjelöléseként.